# Пашков, Алексей Сергеевич
Алексей Сергеевич Пашков (род. 6 января 1981 года) — украинский легкоатлет, мастер спорта Украины международного класса, серебряный призёр летних Паралимпийских игр 2012 года.
Занимается в секции лёгкой атлетики Запорожского областного центра «Инваспорт». Тренер — Т. В. Эдишерашвили.
На Паралимпийских играх в Лондоне Пашков соревновался в метании диска среди спортсменов с нарушением опорно-двигательного аппарата (F36). Он завоевал серебро с результатом 37,89 м (личный рекорд), уступив лишь немцу Себастьяну Дицу и на 2 см опередив китайца Вана Венбо.